# Estoa de Zeus
L'Estoa de Zeus és un edifici de l'antiga Atenes, descrit per Pausànias.
Segons l'estil arquitectònic testificat pels fragments trobats, es pot datar entre els anys 430 i 420 aC.
Contràriament a la majoria dels monuments de l'època clàssica erigits a la plaça de l'àgora d'Atenes, la seva façana era completament de marbre, el que s'explica per la naturalesa inhabitual de l'edifici.
L'estoa estava dedicada a Zeus Salvador (Ἐλευθέριος). És un edifici amb una funció religiosa, però que té la forma d'un edifici civil, una estoa.
Els orígens del culte de Zeus Salvador poden datar-se després de la batalla de Platea (479 aC).
Estava ornat amb els escuts dels caiguts que van lluitar per la seva llibertat. Decorat amb pintures com l'Estoa Pècila.